# Григорьева, Татьяна Вячеславовна
Татьяна Вячеславовна Григорьева (род. 24 мая 1990, Ленинград) — российская профессиональная баскетболистка, выступающая за «Казаночку». Мастер спорта России.

## Карьера
На высоком уровне начала свою карьеру в московском «Динамо». В 2013 году Татьяна Григорьева вошла в состав студенческой сборной России для участия в летней Универсиаде в Казани. На соревнованиях россиянки дошли до финала, где уступили США (71:90). По итогам турнира она стала ее лучшим игроком. Также баскетболистка выступала за юниорскую сборную России до 19 лет.
В сезоне 2015/16 Григорьева была в составе ивановской «Энергии», с которой участвовала в Кубке Европы. До окончания чемпионата вернулась в «Динамо». Позднее выступала в командах из России и Польши. Летом 2020 года баскетболистка заключила контракт с клубом Суперлиги 1 «Казаночка».

## Достижения

### Командные
- Серебряный призер Универсиады (1): 2013.

### Личные
- Лучший игрок летней Универсиады 2013 года.